# Labium longiceps
Labium longiceps är en stekelart som först beskrevs av Cameron 1912.  Labium longiceps ingår i släktet Labium och familjen brokparasitsteklar. Inga underarter finns listade i Catalogue of Life.